# コペンハーゲン県

コペンハーゲン県
Københavns Amt

コペンハーゲン県（コペンハーゲンけん デンマーク語:Københavns Amt）はかつて存在したデンマークの地方行政区画（県）。デンマーク東部、シェラン島東部に位置し、行政府所在地はグロストロップ。コペンハーゲンとフレデリクスベアは含まれておらず、その周囲を取り囲む形状となっている。地方行政区画再編により、2006年12月31日をもって廃止され、翌2007年1月1日より、コペンハーゲンなども含めてデンマーク首都地域に組み入れられた。